# FC Derby
El FC Derby es un equipo de fútbol de Cabo Verde de la ciudad de Mindelo en la isla de São Vicente. Juega en el Campeonato regional de São Vicente. Ha sido campeón del campeonato caboverdiano de fútbol en 3 ocasiones, y del campeonato regional de São Vicente en 9 oportunidades.
A nivel internacional ha participado en 1 torneo continental, la Liga de Campeones de la CAF, siendo eliminado en la ronda preliminar.

## Palmarés
- Campeonato caboverdiano de fútbol: 3

1984, 2000 y 2005
- Campeonato regional de São Vicente: 9

1982-83, 1983-84, 1984-85, 1985-86, 1999-00, 2000-01, 2004-05, 2007-08 y 2013-14
- Torneo Apertura de São Vicente: 2

2000-01, 2011
- Copa de São Vicente: 4

2004, 2005, 2007, 2017
- Supercopa de São Vicente: 2

2005, 2017

## Participación en competiciones de la CAF
| Temporada | Torneo                      | Ronda      | Club              | Casa | Visita | Global |
| --------- | --------------------------- | ---------- | ----------------- | ---- | ------ | ------ |
| 2001      | Liga de Campeones de la CAF | Preliminar | Real de Banjul FC | 0-1  | 0-0    | 0-0    |

## Jugadores

### Jugadores internacionales
- Tubola